# Cantone di Bron
Il Cantone di Bron era una divisione amministrativa dell'arrondissement di Lione.
È stato soppresso a seguito della riforma complessiva dei cantoni del 2014, che è entrata in vigore il 1º gennaio 2015 con la creazione della Metropoli di Lione.
Comprendeva il solo comune di Bron.